# Spas-Klepiki
Spas-Klepiki (en russe : Спас-Клепики) est une ville de l'oblast de Riazan, en Russie, et le centre administratif du raïon de Klepiki. Sa population s'élevait à 5 788 habitants en 2013.

## Géographie
Spas-Klepiki est située sur la rivière Pra, un affluent de l'Oka, à 66 km au nord-est de Riazan et à 176 km au sud-est de Moscou.

## Galerie

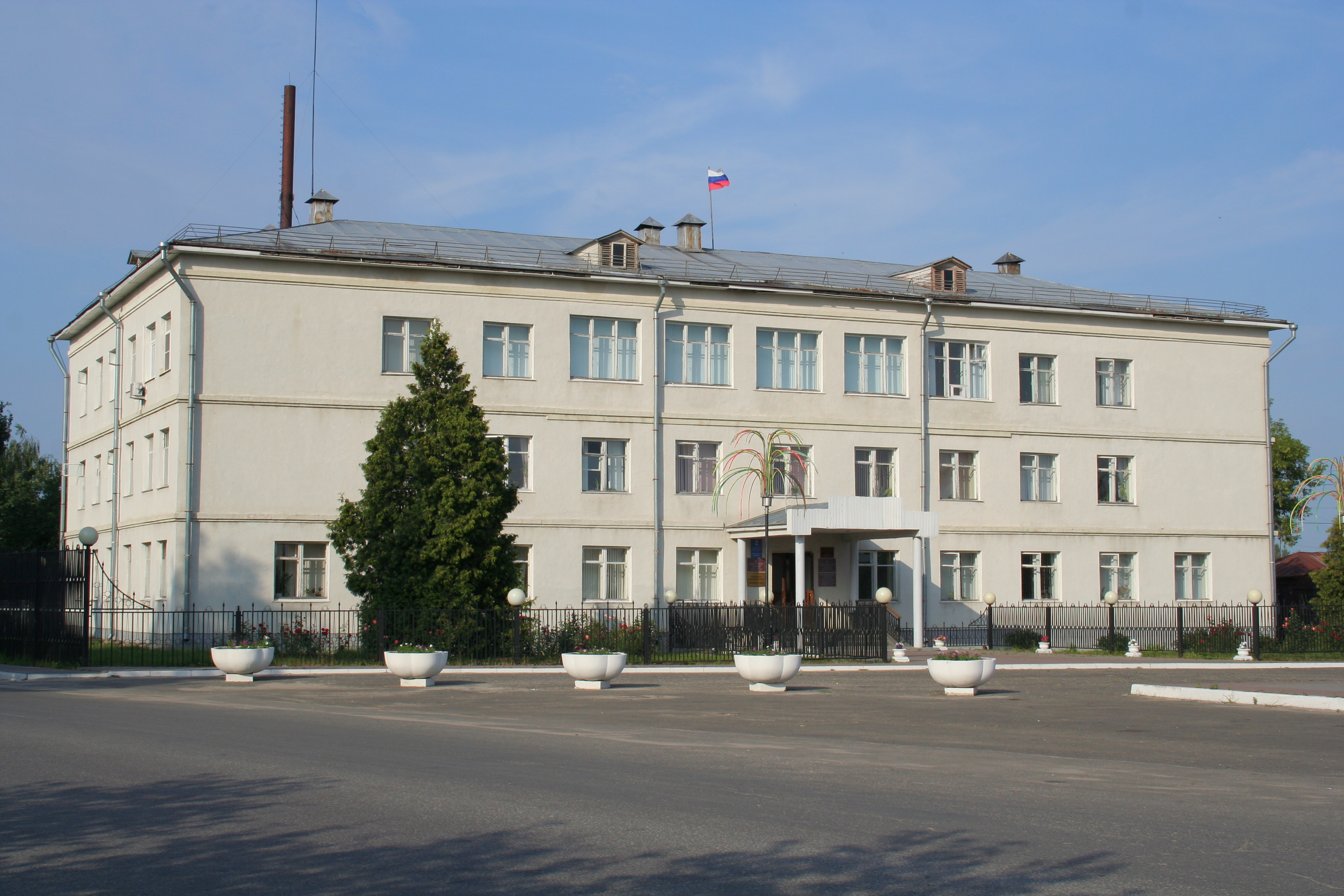
Siège de l'afministration et du raïon.
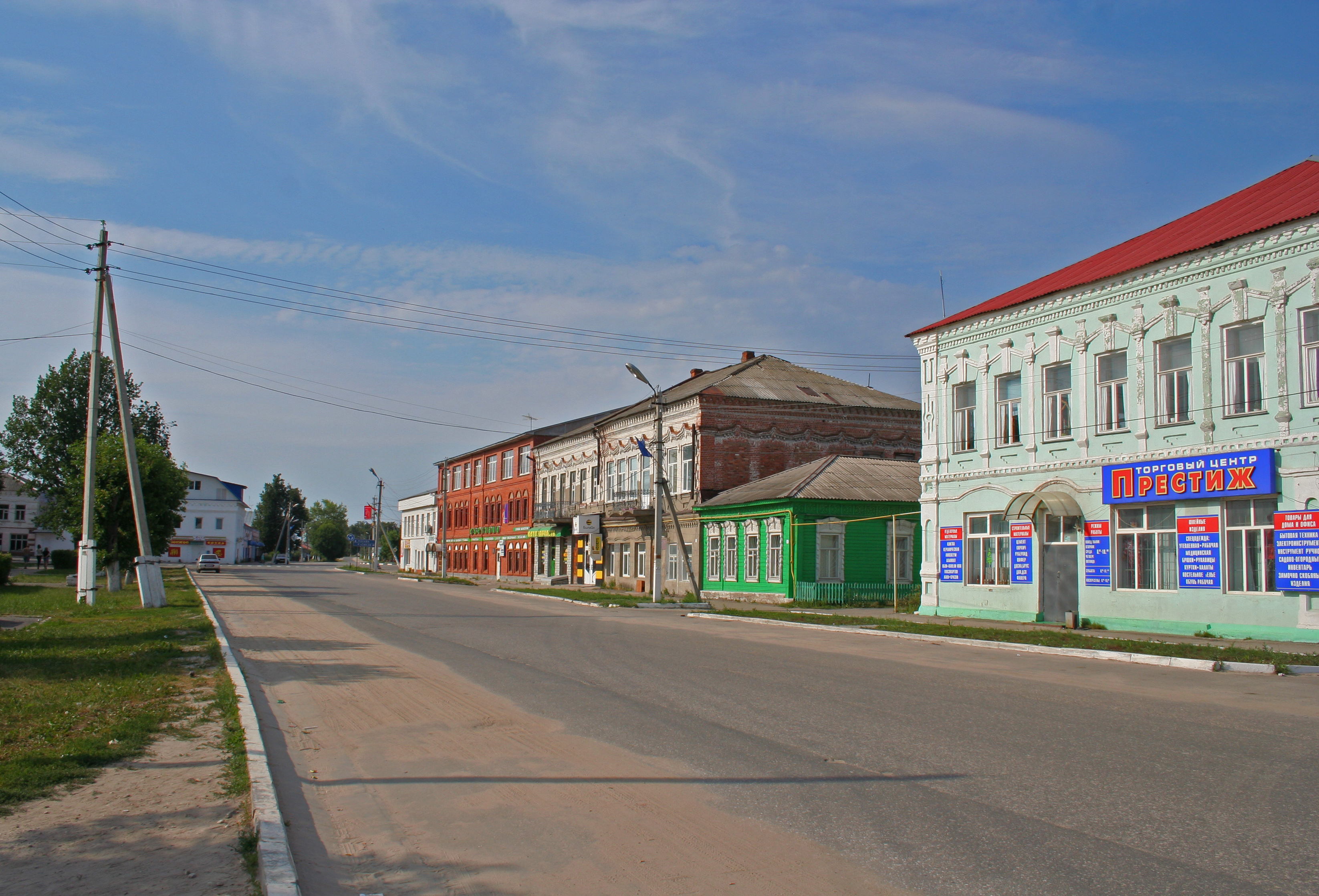
Spas-Klepiki

## Histoire
L'origine de Spas-Klepiki remonte au XVIe siècle. Ce fut d'abord un village nommé Klepiki (Кле́пики), qui reçut le statut de ville en 1920.

## Population
Recensements (*) ou estimations de la population
| 1926* | 1959* | 1970* | 1979* | 1989* |
| ----- | ----- | ----- | ----- | ----- |
| 2 300 | 4 986 | 5 901 | 7 022 | 7 209 |

| 2002* | 2010* | 2012  | 2013  | 2014 |
| ----- | ----- | ----- | ----- | ---- |
| 6 153 | 5 916 | 5 846 | 5 788 | -    |

## Transports
Elle est reliée à Vladimir et à Riazan par la route fédérale R132.